# هوراسيو غوزمان
هوراسيو غوزمان (بالإسبانية: Horacio Guzmán)‏ هو محامي وسياسي أرجنتيني، ولد في 16 فبراير 1913 في سان سلفادور دي خوخوي في الأرجنتين، وتوفي في 11 أغسطس 1992. حزبياً، نشط في الاتحاد المدني الراديكالي. وقد انتخب  وانتخب عضو مجلس النواب في الأرجنتين.